# Medora stenostoma
Medora stenostoma is een slakkensoort uit de familie van de Clausiliidae. De wetenschappelijke naam van de soort is voor het eerst geldig gepubliceerd in 1839 door Rossmassler.